# プレミアム付商品券
プレミアム付商品券（プレミアムつきしょうひんけん）とは、2019年10月1日から2020年3月31日まで日本国内で流通した商品券の一種である。消費税の引き上げに伴い、所得の少ない者、乳幼児のいる子育て世帯に対して、消費税率引上げに伴う負担増を緩和することを目的に全国の市区町村が発行・販売された。

## 概要
400円で購入した商品券で500円の買い物ができる仕組み（25%のプレミアム、最大2万5000円まで）で、その差額、および発行経費の財源を日本国政府が全額補助することで、日本全国の市区町村が発行し、一定の条件を満たした国民に交付する。商品券は発行自治体内の参加店舗にて使用可能。

## 頒布対象
2019年10月1日現在を基準日として、以下の条件に該当する者に申請に応じて頒布、販売された。
- 2019年度の市町村民税の非課税者。ただし、市町村民税の課税者に扶養されている者や生活保護受給者等を除く。
- 3歳未満の子供（2016年4月2日から2019年9月30日までの出生者）のいる世帯。

## その他
- 2018年11月、公明党は消費税増税対策としてのプレミアム付商品券発行などの政策提言書を提出した[1]。
- 2019年当初予算における事業助成総額は1722億円（事業費1225億円、事務費482億円他）[2]。
- 申請に手間がかかる、店舗が限られるなどの理由から購入の申請率は伸び悩んだ[3]。